# Penedono e Granja
Penedono e Granja (oficialmente: União das Freguesias de Penedono e Granja) é uma freguesia portuguesa localizada no município de Penedono, na região norte de Portugal. A freguesia foi criada em 2013, no âmbito de uma reforma administrativa nacional, pela agregação das antigas freguesias de Penedono e Granja.
A área total da freguesia é de 32,77 km² e, de acordo com os censos de 2021, a população residente é de 1109 habitantes, resultando numa densidade populacional de 33,8 habitantes por km² .
Penedono é conhecida pelo seu castelo medieval, situado numa colina com vistas panorâmicas sobre a região. Este castelo desempenhou um papel na defesa da região durante a Idade Média . A localidade possui ainda diversos edifícios e monumentos de interesse histórico, como, por exemplo, o Solar dos Freixos ou até a Igreja Paroquial de São Pedro, datanto a útlima a finais do Séc. XVII e inícios do Séc. XVIII.
A economia da freguesia é predominantemente agrícola, com a produção de castanha, azeite, produtos hortícolas e gado a serem as principais atividades económicas.
A região tem vindo a desenvolver iniciativas turísticas para atrair visitantes, promovendo o seu património natural e histórico.

## História
Foi criada aquando da reorganização administrativa de 2012/2013, resultando da agregação das antigas freguesias de Penedono e Granja.

## Demografia
A população registada nos censos foi:
| Distribuição da População por Grupos Etários | Distribuição da População por Grupos Etários | Distribuição da População por Grupos Etários | Distribuição da População por Grupos Etários | Distribuição da População por Grupos Etários | Distribuição da População por Grupos Etários |
| -------------------------------------------- | -------------------------------------------- | -------------------------------------------- | -------------------------------------------- | -------------------------------------------- | -------------------------------------------- |
| Antes da agregação                           |                                              |                                              |                                              |                                              |                                              |
| Ano                                          | 0-14 anos                                    | 15-24 anos                                   | 25-64 anos                                   | >= 65 anos                                   | Total                                        |
| 2001                                         | 195                                          | 220                                          | 606                                          | 245                                          | 1266                                         |
| 2011                                         | 187                                          | 114                                          | 615                                          | 239                                          | 1155                                         |
| Após a agregação                             |                                              |                                              |                                              |                                              |                                              |
| Ano                                          | 0-14 anos                                    | 15-24 anos                                   | 25-64 anos                                   | >= 65 anos                                   | Total                                        |
| 2021                                         | 118                                          | 132                                          | 540                                          | 319                                          | 1109                                         |